# Mesabolivar locono
Mesabolivar locono là một loài nhện trong họ Pholcidae. Loài này được phát hiện ở Suriname và Guyana.